# Tin(IV)oxide
Tin(IV)oxide of tindioxide is een oxide van tin, met als brutoformule SnO2. De stof komt voor als een wit tot lichtgrijs poeder, dat onoplosbaar is in water. In de natuur komt het voor als het mineraal cassiteriet. Het poeder is diamagnetisch, amfoteer en kan voorkomen als een watervrije of gehydrateerde stof.

## Synthese
Tin(IV)oxide kan op verschillende manieren worden bereid:
- door een verbranding van tin:

{\displaystyle {\ce {Sn + O2 -> SnO2}}}
- uit een reactie van tin(IV)chloride en water bij hoge temperatuur:

{\displaystyle {\ce {SnCl4 + 2H2O -> SnO2 + 4HCl}}}
De jaarlijkse wereldwijde productie van tin(IV)oxide bedraagt ongeveer 10.000 ton.

## Eigenschappen en reacies
Ondanks het feit dat tin(IV)oxide onoplosbaar is in water en dat ook cassiteriet moeilijk oplost in zuren of basen, is de stof amfoteer.

### Reactie met zuren
Tin(IV)oxide reageert met zuren. Halogeenzuren, zoals waterstofjodide of waterstofchloride, vallen hierbij SnO2 aan en vormen zogenaamde hexahalostannaten, zoals bijvoorbeeld [SnI6]2−. Een voorbeeldreactie wordt uitgevoerd met waterstofjodide:
{\displaystyle {\ce {SnO2 + 6HI -> H2SnI6 + 2H2O}}}
Op dezelfde wijze lost SnO2 op in zwavelzuur, waarbij het sulfaat wordt gevormd:
{\displaystyle {\ce {SnO2 + 6H2SO4 -> Sn(SO4)2 + 2H2O}}}

### Reactie met basen
Tin(IV)oxide lost op in sterke basen, waardoor stannaten worden gevormd. Een voorbeeld reactie is die met natriumhydroxide, waarbij natriumstannaat wordt gevormd:
{\displaystyle {\ce {SnO2 + NaOH -> Na2SnO3 + H2O}}}

## Toepassingen
Tin(IV)oxide wordt als halfgeleider gebruikt in fotovoltaïsche cellen, in lcd-schermen en in gassensoren. Verder dient het als polijstmiddel voor staal, glas en natuursteen en als product voor het mat maken van glazuur, melkglas en email.
Tin(IV)oxide wordt in laboratoria en bij industriële chemische processen gebruikt als katalysator.

## Toxicologie en veiligheid
Tin(IV)oxide reageert hevig met sterk reducerende stoffen.
De stof kan mechanische irritatie aan de luchtwegen teweegbrengen. De longen kunnen aangetast worden bij herhaalde of langdurige blootstelling aan poederdeeltjes of kristallen, met als gevolg een goedaardige stoflong. De drempelwaarde voor tin(IV)oxide bedraagt 2 mg/m³.